# الذؤابة (كوكبة)
الذُّؤَابَة أو الهلبة أو ضفيرة الأميرة أو شعر برنيقة (باللاتينية: Coma Berenices) هي كوكبات من كوكبات نصف الأرض الشمالي، وتظهر في فصلي الربيع والصيف.
يمكن تحديد كوكبة الذؤابة متموضعةً بين كوكبتي العذراء والدب الأكبر.
وقد كان موقع كوكبة الذؤابة مجهولاً، وكان القدماء يحددونه في السماء متداخلاً، إما مع ذيل كوكبة الأسد أو كوكبة العذراء. وبقي الأمر على هذا الحال إلى أن جاء تايكو (بالإنجليزية: Tyco)‏ سنة 1602م وقام بحل المشكلة بتسجيل موقع الكوكبة الحالية.
وأما المجرات الواقعة في كوكبه الذؤابة كالآتي: m 64 & m 85 & m 88 & m 91 & m 98 & m 99 & m 100
ومن التجمعات النجمية: M 53.
وأما النجوم المزدوجة: ألفا الذؤابة، و24 الذؤابة.
ومن أهم النجوم في كوكبة الذؤابة: ألفا الذؤابة ( نجم دياديم).

## معرض صور

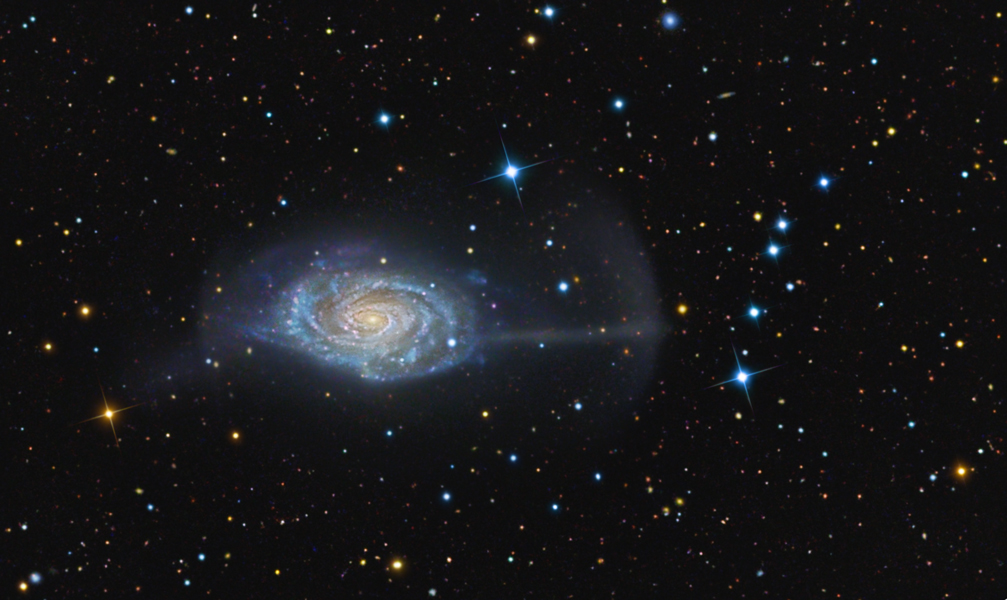
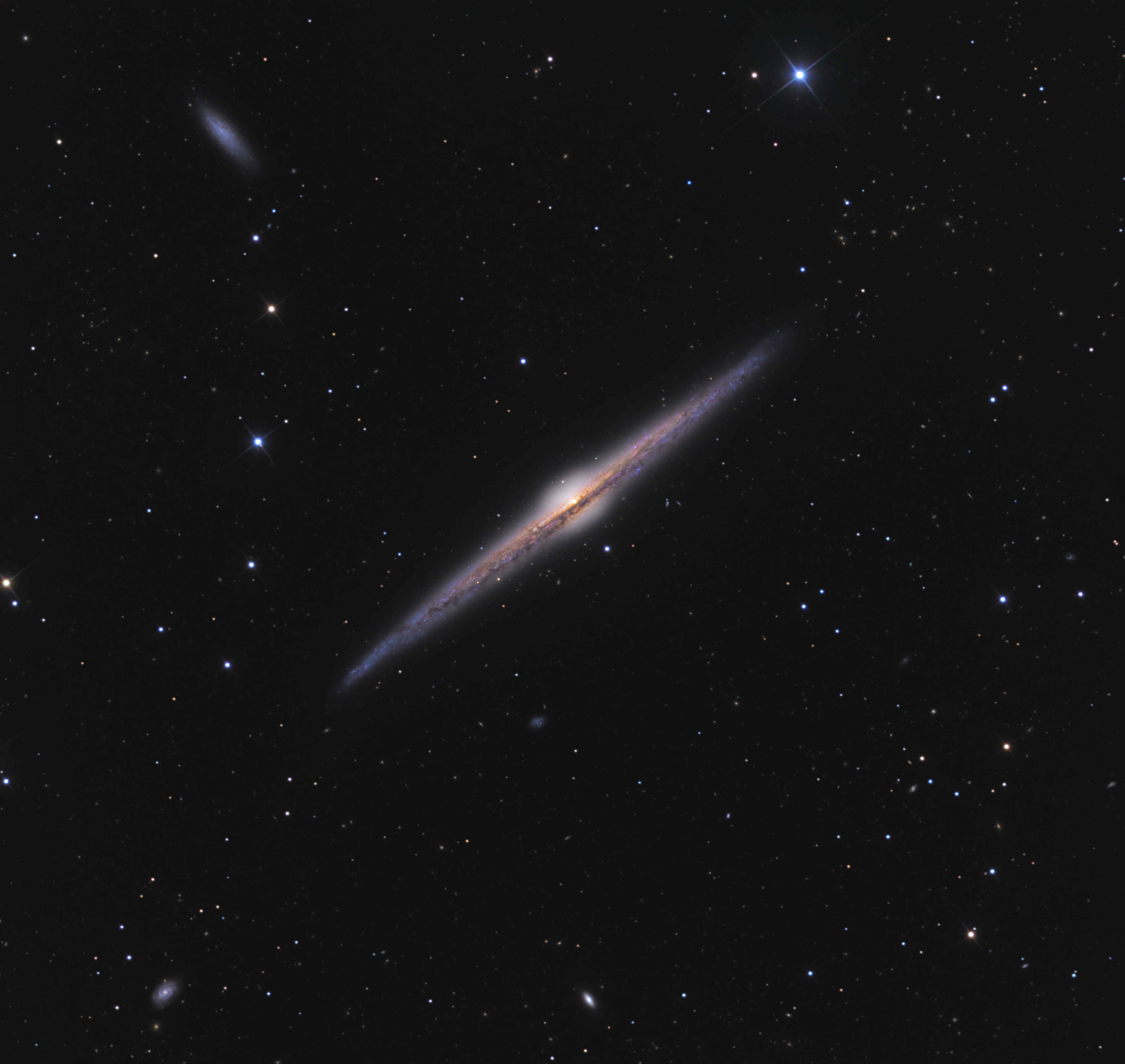
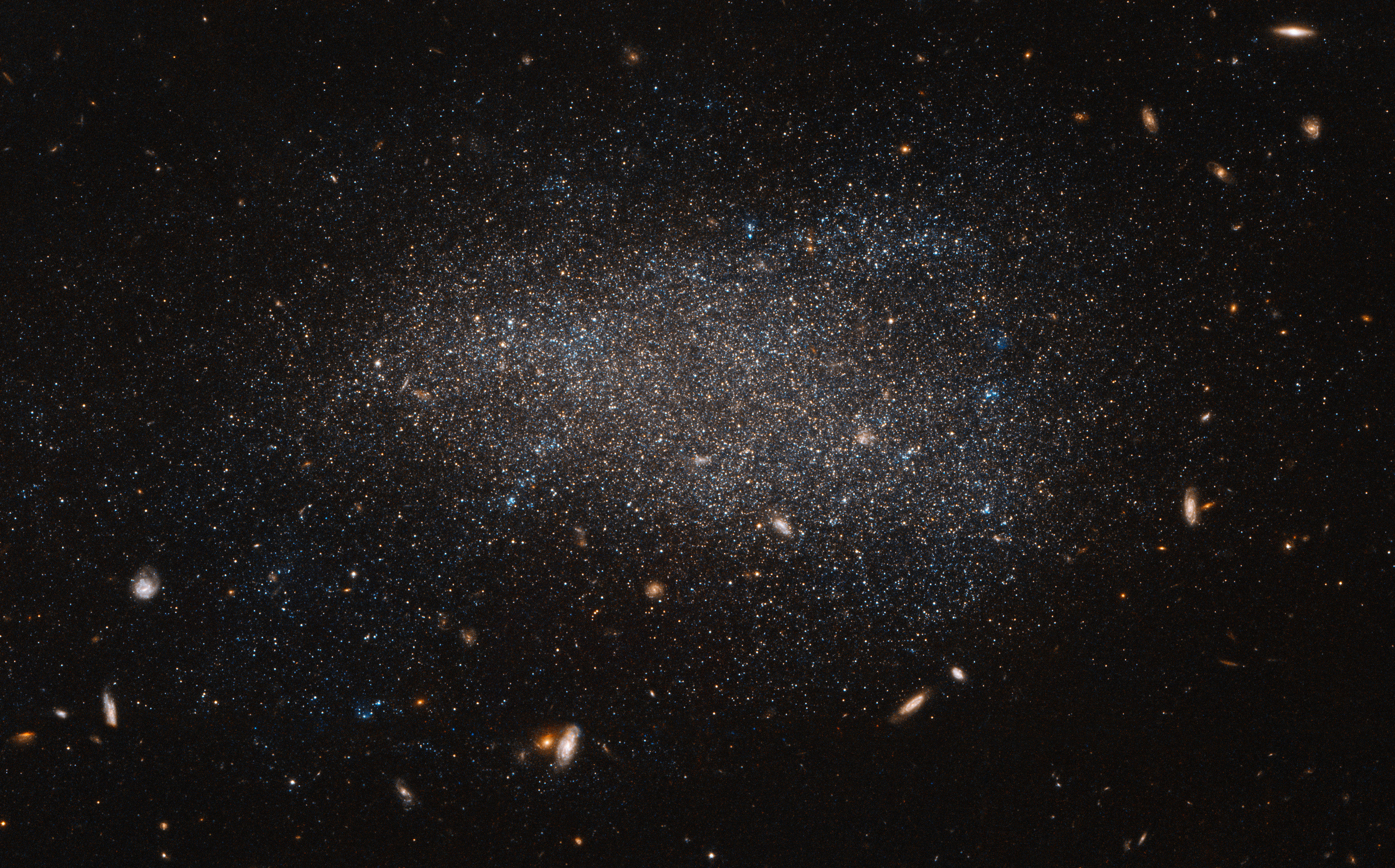

- 1=المجرَّة الحلزونيَّة العملاقة NGC 4565 التي تبعد عن الأرض مسافة تتراوح بين 30 و50 مليون سنة ضوئية، وتقع ضمن كوكبة الذؤابة.

## اقرأ أيضًا
- مجموعة إن جي سي 4631